# 章惠
章惠，浙江山阴县（今绍兴市）人，是一名清朝政治人物。
章惠曾于咸丰三年（1853年）接替高长绅署南汇县知县一职，同年年由邵鼎曾接任。